# Ibrahim Kamara
Ibrahim Kamara (Abidjan, 17 maggio 1966) è un allenatore di calcio ivoriano, commissario tecnico della nazionale ivoriana.

## Carriera
Nel 2018 diventa il nuovo commissario tecnico della nazionale ivoriana, con la quale prende parte alla Coppa d'Africa 2019.